# Веленцин (Вишковський повіт)
Веленцин (пол. Wielęcin) — село в Польщі, у гміні Сомянка Вишковського повіту Мазовецького воєводства.
Населення — 171 особа (2011).
У 1975-1998 роках село належало до Остроленцького воєводства.

## Демографія
Демографічна структура станом на 31 березня 2011 року:
|          | Загалом | Допрацездатний вік | Працездатний вік | Постпрацездатний вік |
| -------- | ------- | ------------------ | ---------------- | -------------------- |
| Чоловіки | 88      | 23                 | 57               | 8                    |
| Жінки    | 83      | 18                 | 43               | 22                   |
| Разом    | 171     | 41                 | 100              | 30                   |